# Upplands runinskrifter 535
Upplands runinskrifter 535, nederst till höger på bilden, är ett vikingatida runstensfragment av granit i Roslags-Bro kyrka, Roslags-Bro socken och Norrtälje kommun. Runstensfragmentet är 0,4 gånger 0,25 meter. Runhöjden är 7 centimeter. U 535 har bara två runor kvar. Troligen har dessa utgjort början på inskriften.
Fragmentet kan vara från samma runsten som U 534 och U 536. Det är emellertid inte alls säkert. Alla tre fragment hittades 1929 och förvaras tillsammans i kyrkans vapenhus.

## Inskriften
Translitterering av runraden:
ha... ...
Normalisering till runsvenska:
... ...
Översättning till nusvenska:
...